# セスト・プリモ・マッジョ駅
セスト・プリモ・マッジョ (Sesto 1° Maggio FS) は、ミラノ地下鉄Linea 1の駅である。駅は1986年に開業Linea 1の北の始発駅としての役目を果している。
駅はセスト・サン・ジョヴァンニというコムーネ内のプリモ・マッジョ（5月1日）広場にあり、FSの鉄道駅と連絡している。地下駅である。
駅はミラノ地下鉄の市内区間から外れており、市外料金を支払うこととなる。

## 歴史
- 1986年9月28日 開業

## 駅構造
2面2線である

## バス路線
この駅からはATMの郊外バスがたくさん発車している。

- Linea 700 Sesto FS/M1 - セスト・チミテーロ/カシーナ・ゴッバ M2
- Linea 702 チニゼッロ S. エウゼビオ - コローニョ・ノルド M2
- Linea 712 Sesto FS/M1 - チニゼッロ ムーズ通り
- Linea 727 Sesto FS/M1 - Cinisello - Cusano Milanino
- Linea 729 Sesto FS/M1 - Cinisello - Cusano Milanino/Cormano

NETに接続するバス 

- Linea z301 Milano - Bergamo

ブリアンツァ・トラスポルティに接続する郊外バス:

- Linea z218 Sesto FS/M1 - チニゼッロ バッシーニ病院 - ムッジョ - リッソーネ - モンツァ サン・ジェラルド病院
- Linea z221 Sesto FS/M1 - カラーテ - ジュッサーノ - マリアーノ
- Linea z222 Sesto FS/M1 - モンツァ - S.フルットゥオーゾ経由
- Linea z224 Sesto FS/M1 - モンツァ バスターミナル
- Linea z225 Sesto FS/M1 - ノーヴァ・ミラネーゼ - パデルノ・ドゥニャーノ
- Linea z227 Sesto FS/M1 - ムッジョ
- Linea z229 Sesto FS/M1 - クザーノ・ミラニーノ - パデルノ・ドゥニャーノ